# Masices
Masices là một chi bướm ngày thuộc họ Bướm nâu.